# Битва при Фулфорде
Битва при Фулфорде (англ. Battle of Fulford; 20 сентября 1066 года) — сражение между армией короля Норвегии Харальда Сурового и североанглийским ополчением в период норвежского вторжения в Англию в 1066 году. Победа норвежцев в этой битве была достигнута ценой значительных потерь, что ослабило войска Харальда Сурового и способствовало краху последней попытки скандинавских викингов утвердиться в Англии.

## Предыстория битвы
После смерти в январе 1066 года короля Эдуарда Исповедника на престол Англии был избран Гарольд Годвинсон, лидер национальной англосаксонской партии. Однако претензии на английскую корону выдвинули герцог Нормандии Вильгельм, названный Эдуардом собственным наследником в 1051 году, а также норвежский король Харальд Суровый. Последний обосновывал своё право на престол Англии соглашением, заключённым в 1038 году между Магнусом Благородным, королём Норвегии, и Хардекнудом, королём Дании и Англии. Согласно этому соглашению, в случае смерти одного из монархов без детей, второй получал право наследовать его королевство. После смерти бездетного Хардекнуда в 1042 году норвежским королям по разным причинам не удавалось реализовать условия этого соглашения в отношении Англии. Возможность для этого представилась лишь в 1066 году.
Летом 1066 года на сторону норвежского короля перешёл Тостиг, брат короля Гарольда II, и один из высших аристократов англосаксонской монархии, бывший эрл Нортумбрии, изгнанный из страны в результате восстания 1065 года. Он убедил короля Харальда Сурового ускорить приготовления ко вторжению в Англию. Ситуация была благоприятной, поскольку основные сухопутные и морские силы английского королевства были сконцентрированы на южном побережье в ожидании вторжения Вильгельма Нормандского. Кроме того, английский флот был крайне слабым и не мог оказать отпор норвежцам.
В сентябре 1066 года, пользуясь попутными северными ветрами (которые, в свою очередь, задержали отплытие нормандской армии), флот Харальда (300 кораблей) отплыл к Англии и в устье Тайна соединился с эскадрой Тостига. Объединённые силы насчитывали по разным источникам от 360 до 460 кораблей. Союзники спустились вдоль побережья Нортумбрии до Хамбера, разоряя по пути прибрежные поселения Йоркшира. Небольшой отряд английских кораблей, охранявший эти земли, был вынужден отступить вглубь территории, вверх по реке Узе и далее в Варфу до Тэдкастера. Харальд решил запереть англичан и бросил якорь на нижней Узе в районе Риккола, отсюда до Йорка было около 15 км на север. Оставив небольшой гарнизон для защиты кораблей, скандинавская армия высадилась на берег и двинулась в сторону Йорка.

## Ход битвы

Норвежское вторжение в Англию в 1066 году
Пунктиром обозначены границы владений дома Годвина

В связи с тем, что основные силы английского королевства находились в южной Англии, организация отпора норвежскому вторжению легла на плечи северо-английских вассалов короля Гарольда — братьев Моркара, эрла Нортумбрии, и Эдвина, эрла Мерсии. Армия, которой располагали братья, состояла, в основном, из ополчения североанглийских графств, а также отрядов тэнов (англосаксонский аналог дворян) и хускерлов (профессиональных воинов скандинавского происхождения) Нортумбрии и Мерсии. Войска Моркара и Эдвина заняли позиции на подступах к Йорку, неподалёку от деревни Гейт-Фулфорд в 3-х километрах к югу от города. Наступающие в этом же направлении норвежцы, вероятно, не были готовы к серьёзному сопротивлению.
20 сентября 1066 года отряды Моркара атаковали авангард норвежской армии и заставили его бежать в расположенные поблизости болота. Однако король Харальд сумел перегруппировывать свои силы и ввести в бой свежие отряды викингов. В ходе кровопролитной контратаки норвежцев на центр позиций англосаксов, последние были вынуждены отступить. В результате этого отряд Эдвина оказался отрезанным от основных английских сил болотами и был вынужден отойти к Йорку. На других флангах норвежцы также потеснили англичан, а подошедшие новые отряды викингов довершили разгром.
Снорри Стурлусон дал описание боя со стороны норвежцев. Король Харальд вытянул своих воинов в линию от реки Уза до глубокой канавы, заполненной водой, причём около реки находился он сам с лучшими викингами, а около канавы расположил людей послабее и поменьше. Англосаксы легко потеснили викингов возле канавы. Тогда король развернул строй и прижал англичан к канаве. Началось избиение смешавшихся англосаксов, их погибло так много, что викинги переходили широкую канаву, не замочив ноги.
По словам Флоренса Вустерского «больше англичан утонуло в реке чем погибло на поле брани». Выжившие англичане укрылись в крепости Йорка.

## Последствия сражения и его значение
Узнав о поражении англосаксонской армии, жители Йорка заключили перемирие с норвежцами и согласились оказать помощь Харальду Суровому в отвоевании английского престола взамен на сохранение города от разорения. Но потери, понесённые в битве норвежцами, вероятно, существенно ослабили боевую силу викингов, что в конечном итоге облегчило разгром, нанесённый спустя несколько дней норвежским войскам подошедшей армией короля Гарольда Годвинсона в сражении при Стамфорд-Бридже.
Кроме того, существует точка зрения, что именно жестокие потери североанглийского ополчения в битве при Фулфорде не позволили эрлам Эдвину и Моркару оказать помощь королю Гарольду в критический момент для судьбы англосаксонского государства — в период вторжения нормандской армии герцога Вильгельма, завершившегося в октябре 1066 года сражением при Гастингсе и нормандским завоеванием Англии.